# Насељавање Срба на Балканско полуострво
Сеоба Срба на Балканско полуострво представља историјски процес сеобе Срба на подручје Балканског полуострва у склопу ширег процеса сеобе Словена на просторе југоисточне Европе током 6. и 7. века. Досељавање српског народа на балканске просторе посведочено је археолошким налазима из раног средњег века, као и подацима из историјских извора, међу којима посебан значај заузима дело византијског цара Константина VII Порфирогенита (945–959) под насловом De administrando imperio (О управљању царством), у којем је досељавање Срба смештено у прву половину 7. века, за време владавине цара Ираклија (610–641).
Постојале су нејасноће да ли је Порфирогенит у делу писаном за свог наследника Романа II писао истину о начину како су Срби долазили на Балканско полуострво у време владавине цара Ираклија (610–641), као и о њиховој прадомовини коју он назива Бела Србија, а коју описује на подручју данашње северне Чешке и источне Немачке. Из писања Порфирогенита и других писаних извора из Византије и Франачке настала је претпоставка да је насељавање Срба отпочело након пропасти опсаде Цариграда 626. године, а да се окончало пре смрти византијског цара Ираклија, 11. фебруара 641. године.
По Мавру Орбину Срба је било на овим просторима и пре 7. века. Он помиње Сорабе (Србе) Словене који су по Плинију потекли из предела око мочваре Меотид, и одакле су кренули у два правца. Један крак народа је отишао у велику област Сарматију (Пољску), да би стигли у Германију, у предео звани Лужица. Били су то Лужички Срби, а они њихови сународници Сораби, који су се спустили ка југу Европе (данашњи Срби) дошли су у Панонију и горњу Мезију. То је било далеко пре 7. века јер су се ти Сораби (Срби) у Панонији, у 4. веку побунили против цара Константина.

## Положај Беле Србије
Бојка или Бела Србија је била област у Европи која је према наводима византијског цара Константина Порфирогенита (913—959) у спису „О управљању царством“ (лат. De administrando imperio) била насеобина Срба из које су они кренули на Балканско полуострво. Он у свом делу каже:„Срби воде порекло од некрштених Срба, названих и Бели, насељених са оне стране Турске (мисли на Мађарску), у крају који се код њих назива Бојки (Βοίκι), где им је у суседству и Франачка, исто као и велика Хрватска (југ данашње Пољске и Шлеска), она некрштена, која се назива и Бела. Тамо су дакле ови Срби од давнине настањени“.  Само име Бојка и њен тачан положај нису потпуно разјашњени. Према вероватнијој претпоставци она се налазила западно од Беле Хрватске на простор северне Чешке и Лужице у источној Немачкој. Тако се могла граничити и са Франачком, како је описано у De administrando imperiо. По другом мишљењу, она је била источно од Беле Хрватске на простор источног Закарпатја односно на северозападу данашње Украјине. Друго мишљење је неуверљиво јер према Порфирогениту и Франци су суседи Беле Србије, а то није могуће ако је Бела Србија била источно од Беле Хрватске.
- Сеоба Срба на Балкан у 7. веку, према мишљењу о положају Беле Србије у Лужици и Полабљу
- Сеоба Срба на Балкан у 7. веку, према мишљењу о положају Беле Србије у данашњој западној Украјини
- Досељавање Срба на Балкан према Др. Ђорђу Јанковићу.
- Мишљење о положају Беле Србије на подручју данашње Пољске и области на Балкану које су населили Срби
- Дерванова Србија, 7. век; једна од могућих локација Беле Србије
- Претпоставка о Белој Србији и Белој хрватској у 6. веку (око 560. године), према књизи Франциса Дворника.

Податке о сеоби Срба на Балканско полуострво, поред касније записаних домаћих извора сумњивог порекла и садржаја, какав је Летопис попа Дукљанина, или Барски родослов, доноси још само цар Константин VII Порфирогенит у свом делу „О Управљању царством“ лат. De administrando imperio, које је писано у првој половини и средином X века. Ипак, писање, у хроници која је приписана Фредегару схоластику, да су Срби живели на реци Лаби (Елби) под влашћу свог кнеза Дрвана 631-32. потврда је да се на источној граници Франачка у првој половини 7. века граничила и са Србима. Због тога, Псеудофредегарова хроника потврђује писање Порфирогенита да је на подручју Чешке и Источне Немачке у време цара Ираклија постојала таква Србија, то јест Бела Србија.

## Време доласка Срба на Балканско полуострво
Даља истраживања извора и њихово поређење довели су до даљег прецизирања времена и околности у којима се сеоба Срба на Балканско полуострво догодила. Значајан напредак остварен је када је направљена претпоставка да се сеоба Срба са подручја Беле Србије на Балкан догодила од 629. до 632. На основу података забележених код Порфирогенита, у Франачким Аналима и другим изворима, може се закључити да су Срби и Хрвати са подручја некадашње Источне Немачке, Пољске и севера Чешке стигли на Балканско полуострво током прве половине 7. века, за време владавине цара Ираклија (610—641).

## Правац сеобе Срба на Балканско полуострво
Најкраћи пут од Чешке и источне Немачке, то јест Беле Србије, до Балканског полуострва водио је кроз Панонску низију. У њој су били у то време Авари. Због тога, претпоставља се да Срби у својој сеоби на Балканско полуострво нису прошли кроз средишње области Панонске низије, него преко њеног западног дела Тај део Панонске низије могао је бити под влашћу Самовог племенског савеза, а Срби на Лаби, у то време од 631-32. године, били су део тог словенског племенског савеза. Споразум са Аварима о проласку или, заштита Самовог племенског савеза за Србе који су морали да се крећу најмање неколико седмица, а можда и неколико месеци, рубним подручјем Панонске низије, је разлог зашто Константин VII Порфирогенит није писао о већим сукобима Срба против Авара.

## Српске области на Балкану
Према Константину VII : „Пошто су два брата наследила од оца власт над Србијом, један од њих, узевши половину народа, пребегне Ираклију … И пошто садашња Србија и Паганија и земља Захумљана и Травунија  и земља Конављана беху ... опусте[ле] ... цар у овим земљама насели исте Србе.” Према Константину Порфирогениту у приморју Срби су населили простор од Цетине до Бојане, а из описа насеља, догађаја и имена словенских племена у доњем Подунављу видљиво је да је севера граница насељавања Срба била на Сави, а на западу вероватно на Уни.
Као граничне жупе у  Хрватској према Србима Порфирогенит набраја:
- Имоту,
- Цетину,
- Ливно и
- Пливу.[11]

Најсевернија приморска област коју су населили Срби била је Неретљанска кнежевина од Цетине до Неретве са острвима Хвар, Брач, Корчула и Мљет. Од Неретве до Дубровника простирало се Захумље, док се од Дубровника до Бока которске простирала Травунија са Конављем, док је најјужнија област насељена Србима Дукља од Котора до Бојане. Границу приморских области према унутрашњости чинила је вододелница Дунава (односно Црног мора) и Јадранског мора. У унутрашњости се простирала област коју Порфирогенит назива Србија која се простирала између долина река Врбаса и Ибра и у њеном саставу налази се Босна.